# Future Diver
「Future Diver」（フューチャーダイバー）は、でんぱ組.incの楽曲。同グループ3作目のシングルとして2011年11月16日にMEME TOKYOから発売された。

## 概要
トイズファクトリーとプロデューサーのもふくちゃんが共同で設立したレーベル「MEME TOKYO」の第1弾シングル。本作は、でんぱ組.inc旧メンバーの跡部みぅが最後に参加した作品。表題曲「Future Diver」は最上もが、藤咲彩音加入後に発売された2ndアルバム『WORLD WIDE DEMPA』で6人体制による新録ver.が収録されており、続編としては3rdアルバム『WWDD』では「Future Diver 2」を意味する楽曲「FD2〜レゾンデートル大冒険〜」が、5thアルバム『ワレワレハデンパグミインクダ』では「FD3, DEMPA ROCKET GO!!」が収録されている。なお、サビの歌詞が2014年に行われた初の日本武道館公演のタイトルに用いられた。
カップリングの「Future Diver (Live mix)」は、秋葉原ディアステージで実際に行われたライブでの観客の声や手拍子を原曲とミックスした音源。ライブ参加者のためのお手本的なトラック。

## 収録曲
1. Future Diver
作詞：畑亜貴、作曲：小池雅也、編曲：前山田健一
2. Future Diver (Live mix)
3. Future Diver (Off vocal)